# Comuna de Wieliszew
Wieliszew (polaco: Gmina Wieliszew) é uma gminy (comuna) na Polónia, na voivodia de Mazóvia e no condado de Legionowski.
De acordo com os censos de 2007, a comuna tem 9916 habitantes, com uma densidade 92,9 hab/km².

## Área
Estende-se por uma área de 106,73 km², incluindo:
- área agrícola: 53%
- área florestal: 25%

## Demografia
Dados de 30 de Junho 2004:
|                      | Total   | Total | Mulheres | Mulheres | Homens  | Homens |
| -------------------- | ------- | ----- | -------- | -------- | ------- | ------ |
|                      | pessoas | %     | pessoas  | %        | pessoas | %      |
| População            | 8268    | 100   | 4167     | 50,4     | 4101    | 49,6   |
| Densidade (pop./km²) | 80,9    | 100   | 40,8     | 40,8     | 40,1    | 40,1   |

De acordo com dados de 2002, o rendimento médio per capita ascendia a 2459,13 zł.

## Comunas vizinhas
- Jabłonna, Legionowo, Nieporęt, Nowy Dwór Mazowiecki, Pomiechówek, Serock